# Isoetes ecuadoriensis
Isoetes ecuadoriensis là một loài dương xỉ trong họ Isoetaceae. Loài này được Aspl. mô tả khoa học đầu tiên năm 1925.